# Draa Essamar
Draa Essamar ou Draa-Esmar (em árabe: ذراع السمار) é uma comuna localizada na província de Médéa, Argélia. De acordo com o censo de 2008, a população total da cidade era de 9 661 habitantes.